# Syndicat mixte Ardèche Drôme Numérique
 (octobre 2014).
 (octobre 2014).
Pour les articles homonymes, voir ADN (homonymie).
Le Syndicat mixte Ardèche Drôme Numérique (ADN) est un établissement public créé à parts égales par le Conseil départemental de l'Ardèche, le Conseil départemental de la Drôme et la région Auvergne-Rhône-Alpes. En créant ADN en 2007, les Départements de l’Ardèche et  de la Drôme et la Région Auvergne Rhône Alpes se sont unis pour assurer un service public du numérique partout sur le territoire. Les 27 intercommunalités du territoire ont depuis rejoint le syndicat mixte pour participer au grand chantier de déploiement de la fibre à la maison .
ADN porte la politique publique d’aménagement numérique du territoire bi-départemental de l’Ardèche et de la Drôme.  Il pilote pour le compte de ses membres, le projet de déploiement de la fibre à la maison sur les 640 communes non concernées par les déploiements privés. Ce grand projet d’aménagement aussi important que l’installation du téléphone ou de l’électricité prendra seulement 8 ans. 
Objectif : la fibre pour tous d’ici 2025 (97 % des foyers couverts). 
Sa présidente est Nathalie HELMER (Conseil départemental  de la Drôme), ses vice-présidents sont Maurice WEISS (Conseil Départemental de l’Ardèche), Olivier AMRANE (Conseil régional Auvergne-Rhône-Alpes), Jacques LADEGAILLERIE (Conseil Départemental de la Drôme), Sébastien BERNARD (CC des Baronnies en Drôme Provençale)et Michel PIALET (CC du Pays des Vans en Cévennes).

## Cadre et Nature juridique
Ardèche Drôme Numérique est un syndicat mixte ouvert.
Il exerce en lieu et place de ses membres la compétence prévue par l’article L1425-1 du Code général des collectivités territoriales] (CGCT) pour établir et exploiter des infrastructures et des réseaux de communications électroniques sur le périmètre des deux départements. Il s'agit d'un service public local.

## Historique
- 2004 : volonté partenariale du Conseil général de l’Ardèche, du Conseil général de la Drôme et du Conseil régional de Rhône-Alpes de mener un projet commun d’aménagement numérique du territoire de l’Ardèche et de la Drôme.
- 2005-2006 : étude de faisabilité du projet.
- Fin 2006 : première Assemblée bi-départementale - adoption du projet d’aménagement numérique
- 5 mars 2007 : création du Syndicat mixte Ardèche Drôme Numérique
- 25 mai 2007 : décision de lancement de la procédure de DSP.
- 28 juillet 2008 : signature du contrat de DSP avec la société délégataire ADTIM (filiale du groupement Axione). Lancement du projet.
- août 2008 : lancement des études techniques.
- Janvier 2009 : lancement des travaux de déploiement du réseau.
- Avril 2009 : ouverture des premiers services.
- 2011 : fin du déploiement du réseau.  Réalisation d'un plan complémentaire de couverture des zones blanches de l'ADSL. Raccordement de sites isolés avec l'aide de la Région, en partenariat avec les EPCI et communes.
- 2012 - 2013 : validation du SDTAN (Schéma Directeur Territorial d'Aménagement Numérique) par les deux Départements. Dépôt de demande de subvention FSN.
- 2014 : Modification des statuts du Syndicat ADN. Accord de financement de l’État dans le cadre du FSN
- 2015 : Validation des demandes d'adhésions des EPCI par arrêté préfectoral
- 2016 : Adhésion des 27 EPCI du territoire. Lancement des premiers marchés pour le déploiement du projet de fibre à la maison (FTTH).

## Le projet

### Les objectifs du projet
Le réseau Ardèche Drôme Numérique a pour objectif de : 
- garantir un service public local du haut et très haut débit, qui ouvre le territoire à la concurrence par un positionnement d’opérateur d’opérateurs neutre, transparent et non discriminatoire
- résorber durablement la fracture numérique et permettre une péréquation entre zones denses et moins denses et une solidarité territoriale grâce à une mise à niveau durable des arrière-pays
- assurer la montée en débit sur tout le territoire afin de garantir un haut niveau de performance et de dynamique concurrentielle pour les entreprises et les services publics
- établir le maillon de base de l’aménagement numérique, facteur d’attractivité pour le territoire.

### Les acteurs du projet
- La société ADTIM, filiale du groupement Axione / Eiffage / ETDE / ETDE Investissement, s’est vu confier par le Syndicat mixte Ardèche Drôme Numérique l’établissement et l’exploitation du réseau de communications électroniques haut et très haut débit de l’Ardèche et de la Drôme dans le cadre d’une délégation de service public. Au titre du contrat de concession signé pour une durée de 25 ans, ADTIM assure la conception, la construction et l’exploitation du réseau en le commercialisant auprès des opérateurs de télécommunications, nationaux mais aussi locaux.
- Axione, filiale d’ETDE, spécialisée dans la gestion de Délégations de Services Publics (DSP) pour l’aménagement de réseaux numériques Haut et Très Haut Débit des territoires. Filiale de Bouygues Construction, ETDE est un ensemblier / intégrateur de solutions techniques et de services, qui intervient auprès des clients publics et privés dans les domaines de l’énergie, de l’industrie, du tertiaire, des transports, de l’environnement et des télécommunications.
- Le groupe Eiffage, acteur majeur dans le domaine des Concessions et des PPP en France et en Europe.

## Financement
Le projet constitue le réseau d'initiative publique le plus important en France à l’échelle d’un territoire aussi étendu, à la fois en termes d’investissements et de couverture.

Le premier déploiement du réseau ADN (PER) représente un budget total d’investissement de 123 millions d’euros, dont 95,5 millions d’euros sur le premier établissement du réseau (2008-2010) . 
La participation financière du Syndicat Mixte Ardèche Drôme Numérique s’élève à 50 millions d’euros. 
Le reste de cet investissement, soit 73 millions d’euros, est à la charge d’ADTIM.

La part d’investissement public se répartit ainsi :
- Conseil Départemental de l’Ardèche : 9 M€
- Conseil Départemental de la Drôme : 9 M€
- Région Rhône-Alpes : 18 M€
- Europe (fond FEDER) : 14 M€

Le projet de déploiement  "La fibre pour tous" représente un investissement total de 480 millions d'euros et un coût à la prise péréqué de 1500€ par prise à construire, répartis comme suit 
- Conseils départementaux de l’Ardèche
- Région- Auvergne Rhône-Alpes : 150 M€ / prise
- EPCI : 300 M€/prise
- L’État au travers du Plan France THD : 500€/prise
- Le Syndicat mixte ADN (emprunt) : 390€/prise

## Chiffres-clés
- Un premier réseau de 2 018 km de fibre optique : 1 070 km en génie civil et 948 km  d’emprunts d’infrastructures tierces
- 16 000 km de fibre à déployer en 8 ans (la distance entre la France et l'Australie)
- 262 zones d’activités et quartiers d’affaires desservis
- 258 centraux téléphoniques dégroupés
- 500 sites publics raccordés (enseignement, santé, collectivités...)
- 3500 bâtiments d’entreprises en FTTB